# Dia Internacional de Comemoração e Dignidade das Vítimas do Genocídio e de Prevenção deste Crime
A Assembleia Geral das Nações Unidas proclamou o dia 9 de dezembro como o Dia Internacional de Comemoração e Dignidade das Vítimas do Genocídio e de Prevenção deste Crime. “O objetivo do dia é aumentar a conscientização sobre a Convenção para a Prevenção e Punição do Crime de Genocídio e seu papel no combate e prevenção do crime de genocídio, conforme definido na Convenção, e comemorar e honrar suas vítimas”. A data escolhida corresponde ao dia da adoção, em 1948, da Convenção para a Prevenção e a Repressão do Crime de Genocídio.

## Dia Internacional de Comemoração e Dignidade das Vítimas do Genocídio e de Prevenção deste Crime 2022
Em 11 de setembro de 2015, a Assembleia Geral das Nações Unidas, por meio da Resolução 69/323, proclamou o dia 9 de dezembro como o Dia Internacional de Comemoração e Dignidade das Vítimas do Genocídio e de Prevenção deste Crime.
Em 2022, o tema foi o papel do esporte como um mecanismo central para unir comunidades por meio de divisões.
O papel do esporte na prevenção de crimes de atrocidade
Historicamente, o esporte tem sido um mecanismo fundamental para unir as comunidades em meio a divisões e pode ser um bom meio para promover mensagens positivas que contribuam para a inclusão e a coesão social, reforçando a compreensão e o respeito pela diversidade e reduzindo os estereótipos. Além de sua capacidade de unir as pessoas nos níveis local, nacional e global, o esporte está sendo cada vez mais usado como veículo para capacitar jovens e mulheres; melhorar o bem-estar social e a saúde; apoiar a educação e as metas de desenvolvimento social; e fortalecer a resiliência de indivíduos e comunidades. Em todo o mundo, o poder do esporte é aproveitado para apoiar a paz, o desenvolvimento e, cada vez mais, a prevenção dos riscos de crimes hediondos.
Este ano, o dia é dedicado ao papel do esporte na promoção da paz e da inclusão, além de destacar como o esporte pode defender e promover a prevenção de crimes de atrocidade. Por meio da função unificadora do esporte, ele pode desempenhar um papel vital na promoção de mensagens positivas que contribuem para a inclusão e a coesão social, reforçando a compreensão e o respeito pela diversidade e reduzindo os estereótipos.
— Organização das Nações Unidas